# Óblast de Grodno
El óblast de Grodno (también Horadnia, Hrodna) (en bielorruso: Гро́дзенская во́бласць, Hródzenskaia vóblast; en ruso: Гро́дненская область, Gródnenskaia óblast) es una de las seis regiones que conforman la República de Bielorrusia, situada en la parte noroeste, en la frontera con Polonia y Lituania. Tiene una superficie de 25 000 km². La capital es la ciudad de Grodno. Grodno es la provincia donde más se habla el bielorruso, aproximadamente un 40 % de la población lo habla habitualmente en el hogar.

## Demografía
El óblast cubre un área de 25.118 km² y tiene una población de 1.039.278 habitantes, lo que da una densidad de población de 41,37 hab/km². Alrededor del 63,5% vive en ciudades y pueblos, mientras que el 36,5% vive en zonas rurales. Las mujeres representan el 53% de la población de la región y los hombres el 47%. Hay alrededor de 310.000 niños menores de 19 años y unas 240.000 personas mayores de 60 años.
Hoy en día, los bielorrusos representan el 62,3% de la población. La región es hogar de importantes poblaciones minoritarias, pero los que más destacan son los polacos, estos representan el 24,8% de la población, en el pasado estos eran el grupo mayoritario cuando la región formaba parte de la Segunda República Polaca.

### Grupos étnicos en 1930
- Polacos (60,5%)
- Judíos (37,5%)
- Bielorrusos (0,5%)
- Rusos (0,5%)
- Lituanos (0,4%)
- Ucranianos (0,2%)
- Tártaros (0,2%)
- Otros grupos étnicos (0,2%)

### Grupos étnicos en el 2002
- Bielorrusos (62,3 %)
- Polacos (24,8 %),
- Rusos (10 %),
- Ucranianos (1,8 %),
- Judíos (0,4 %),
- Tártaros (0,2 %),
- Lituanos (0,2 %),
- Otros grupos étnicos (0,4 %)

El 93,3 % de la población es cristiana, de los cuales el 32,3 % son católicos y el 61 % son ortodoxos.

## Subdivisión administrativa
1. Raión de Ašmiany
2. Raión de Astraviec
3. Raión de Berestovitsa
4. Raión de Dziatłava
5. Raión de Grodno
6. Raión de Iŭje
7. Raión de Kareličy
8. Raión de Lida
9. Raión de Masty
10. Raión de Navahrúdak
11. Raión de Ščučyn
12. Raión de Slónim
13. Raión de Smarhoń
14. Raión de Śvisłač
15. Raión de Vaŭkavysk
16. Raión de Voranava
17. Raión de Zelva

Por su tamaño, la capital provincial Grodno está constituida como ciudad subprovincial y no forma parte de ninguno de los 17 distritos.

### Ciudades importantes
Las siguientes son las ciudades más pobladas de la provincia:
- Grodno - 332 300
- Lida - 98 200
- Slonim - 51 600
- Vaŭkavysk - 46 800
- Smarhoń - 36 700
- Navahrúdak - 30 800
- Kareličy - 30 000
- Masty - 17 400
- Shchuchyn - 15 000
- Ašmiany - 14 900
- Vialikaja Bierastavica - 12 000
- Skidziel - 10 900
- Iŭje - 8 900
- Dziatłava - 8 300
- Astraviec - 8 300
- Svíslach - 7 300
- Voranava - 7 000